# Lamrim
Lamrim (Tibetano: Etapas del camino) es una exposición metódica en el budismo tibetano de la doctrina y la praxis para alcanzar la iluminación (Budeidad). Tiene su origen en el poema del siglo XI Una lámpara en el camino de la Iluminación, del erudito maestro bengalí Atisha.

## Historia
Cuando Atisha fue llamado al Tïbet compuso una obra en verso que exponía de forma sintética el camino para obtener la iluminación. A partir de este texto, se fueron elaborando versiones más detalladas y comentarios. Esta actividad culminó en el siglo XV con el Lam Rim Chen Mo (tibetano: Versión extensa de las etapas del camino) de Tsongkhapa, el fundador de la escuela Gelug.
Hasta el siglo XX, estas enseñanzas no salieron del ámbito monástico. Tras el exilio provocado por la invasión china de Tíbet, el Lamrim ha conocido una notable divulgación. La versión más conocida es la La liberación en la palma de tu mano del maestro Pabongka Rinpoche, basada en un curso que impartió en 1921. Existen adaptaciones para los lectores occidentales, como la de la estadounidense Thubten Chodron.

## Contenido
Los textos de Lamrim pueden organizarse de formas diversas, pero incluyen contenidos parecidos. La sección preliminar incluye instrucciones sobre el modo de recibir las enseñanzas, una descripción de como el texto determinado proviene de Atisha y Tsongkhapa y una serie de rituales que el discípulo debe seguir para obtener provecho de la meditación sobre las distintas secciones.
El Lamrim contempla tres tipos de practicantes: los de intención inferior que buscan un renacimiento mejor en vidas futuras, los de intención media, que aspiran a conseguir el nirvana y los de intención superior que buscan la liberación de todos los seres mediante la práctica de la Bodhicitta.
- La persona inferior debe centrarse en la contemplación del precioso nacimiento humano, así como en la contemplación de la muerte y la impermanencia.
- A la persona mediana se le enseña a contemplar el karma, el dukkha (sufrimiento) y los beneficios de la liberación y el refugio.
- Se dice que el alcance superior abarca los cuatro Brahmaviharas, el voto del bodhisattva, los seis paramitas y las prácticas tántricas.[7]